# 江阴八十一日
江陰之變，或稱乙酉之變，指順治二年即南明弘光元年（1645年）夏南直隶常州府江阴縣官紳，包含典史阎应元和陈明遇、冯厚敦等人领导进行的武裝反清戰鬥。因为前后時長81天，故也被称为“江阴八十一日”。而其後清軍攻佔江陰後屠城，又被稱之江陰慘案、江陰慘殺。

## 經過及結果
1645年六月，清廷任命方亨擔任江阴县知县，方亨是河南籍舉人，他為了以示亲近，甚至一度穿上明朝官服。二十六日，下薙发令。二十七日，常州府新任知府宗灝限江陰紳民在三日內完成薙髮。江阴士人不从，群情激愤。二十九日，乡耆何茂、邢叔、周顺、邢季、杨芳、薜永、杨起、季茂、辛荣等人呈书，請願留发，却遭方亨破口大骂，众人大怒，回道：“你身为明朝进士，头戴纱帽，身穿圆领，来做清朝知县，不知羞耻吗？”
此后，方亨召集当地诸生百余人及乡绅、百姓聚會于孔子庙。众人表示现在江阴已尽归顺，应没有大事了，方亨说：“只剩下剃髮了。”众人道：“髮可不剃吗？”方亨道：“这是大清律法，不可违背。”说罢就回衙了。诸生许用等人聚集不去，在明伦堂共同立誓道：“头可断，髮决不可剃！”
正在这时，常州府发来剃髮令的文书，其中就有“留头不留髮，留髮不留头”的话。方亨叫书吏把府文写成布告张贴，书吏写到这句话时，义愤填膺，把笔扔到地上说：“就死也罢！”消息很快传遍全城，立刻鼎沸起来。方亨看到江阴士民不从，秘密报告常州府请豫王领兵镇压。结果，县吏将方亨密谋透露给江阴士人，百姓于是在闰六月初二日擒住方亨，斩杀清差，推陈明遇为首，以“大明中兴”为旗号，自称江阴义民，正式反清。
闰六月，知府宗灝发兵300人鎮壓，初五日在秦望山下被江陰縣民消滅。闰六月下旬，劉良佐部數萬人围攻江阴城。閻應元動員居民約28,000人，分兩班輪流守城，並使用城中所藏紅夷砲約140門、火藥300甕、鉛丸及鐵子千石、鳥銃千杆與清軍作戰。
八月中旬，已攻破松江且已屠城的李成棟出兵協攻江陰。八月二十一日，江陰城破，屠城两日。江阴百姓繼續與清軍交戰，許多妇女投河而死。有七岁孩童也在與清軍交戰時陣亡，少有當地人向清軍投降。江陰人與清軍交戰，前後達八十一日，城内外平民死者凡十余万人，而江阴城内仅有藏于古塔中的老幼五十三人幸存。阎应元、陈明遇、冯厚敦被后世称为“江阴抗清三公”。

## 评价
阎应元领导的江阴百姓，面对清軍，坚持了近三个月，击杀清兵数万人，钳制了清兵主力南下，推动了各地的抗清斗争。时人谓之曰：
|  | 八十日戴髮效忠，表太祖十七朝人物； 六万人同心死义，存大明三百里江山。 |

- 《崇祯江阴县志》中记载评价：“不独为礼让之邑，实称忠献之邦，长江底柱，允足表峙东南也”。
- 纪连海：“因为扬州十日是史可法带领正规军打的，是一个政权面对另一个政权的斗争，虽然也很了不起，但这是你政府的职责；但江阴八十一日就不同，这是一个城市里的普通百姓自发的抗争，在一个退休的典史（相当于现在的公安局长）阎应元的指挥下，抱定牺牲的决心与几十万清军作战，全城九万多百姓最后仅存50余人。我认为像江阴八十一日这样的故事渗透了我的思想和理念，虽然从现在来看，那时的战争也是中华民族融合的过程，但在当时的情况下，这些人（江阴百姓）才是民族的脊梁[17]。